# The (chirilic)
The este o literă a alfabetului chirilic folosită în limba bașkiră. Litera se pronunță ca un /θ/. 
În limba Albaneză, Ҫ este identic cu Th.